# Jean-Louis Godart
Jean-Louis François Godart est un homme politique français né le 15 juillet 1760 à Meaux (Seine-et-Marne) et décédé à une date inconnue.

## Biographie
Jean-Louis Godart est le fils de Jean-François Godart, négociant, conseiller du roi, président au grenier à sel de Meaux et membre du district en 1792, et de Pélagie Cavillier. Il est le beau-frère de Louis Michel Hattingais.
Clerc de notaire, puis avocat, il est administrateur du département puis procureur général syndic du département. Il est destitué sous la Terreur. Il est député de Seine-et-Marne au Conseil des Cinq-Cents le 24 vendémiaire an IV, et quitte l'assemblée en l'an VII. Il est nommé sous-préfet de l'arrondissement de Meaux en 1800.

## Source
- « Jean-Louis Godart », dans Adolphe Robert et Gaston Cougny, Dictionnaire des parlementaires français, Edgar Bourloton, 1889-1891 [détail de l’édition]